# Alexij (Ržanicyn)
Alexij (světským jménem: Rufin Ivanovič Ržanicyn; † 21. června 1877, Tver) byl ruský duchovní Ruské pravoslavné církve a arcibiskup tverský a kašinský.

## Život
Narodil se okolo roku 1812 ve Vologdské gubernii v rodině protojereje.
Dokončil Kadnikovské duchovní učiliště a pokračoval ve studiu na Vologdském duchovním semináři. Studoval také na Moskevské duchovní akademii.
Dne 12. listopadu 1837 byl metropolitou Filaretem (Drozdovem) postřižen na monacha se jménem Alexij. Dne 13. listopadu 1937 byl rukopoložen na hierodiakona a 29. června 1838 na jeromonacha.
Stal se inspektorem a profesorem Moskevského duchovního semináře. Od konce prosince 1842 byl rektorem semináře.
Dne 14. února 1843 byl povýšen na archimandritu a jmenován představeným Zankonospasského monastýru.
V únoru 1847 byl jmenován rektorem Moskevské duchovní akademie.
Dne 25. srpna 1853 byl ustanoven biskupem dmitrovským a vikářem moskevské eparchie. Současně se stal představeným Savvino-Storoževského monastýru.
V letech 1857–1869 byl biskupem tulským a beljovským.
Dne 29. srpna 1860 se stal biskupem tavrickým a simferopolským.
Dne 28. listopadu 1867 byl převeden na rjazaňskou katedru s povýšením na arcibiskupa.
Dne 9. září 1876 byl jmenován arcibiskupem tverským a kašinským.
Zemřel 21. června 1877.